# Moe Wechsler
Morris „Moe“ Wechsler (* 15. Oktober 1920; † 18. Februar 2016) war ein US-amerikanischer Barrelhouse- und Jazzpianist.

## Leben
Moe stammte aus einer jüdischen Familie und arbeitete ab Mitte der 1940er-Jahre mit Ella Fitzgerald, mit der erste Aufnahmen entstanden, sowie 1947 mit der Mills Blue Rhythm Band, im folgenden Jahrzehnt mit Bernie Mann, Leo Anthony, Billy Butterfield, Billy Byers, Benny Goodman, Andy Kirk, Hank D’Amico, Jack Teagarden, Bobby Byrne, Quincy Jones, Don Redman dem Creed Taylor Orchestra und dem Sauter-Finegan Orchestra. Als Sessionmusiker (z. T. als Mitglied des Orchesters von Ralph Burns) begleitete er die Vokalisten Chris Connor, Beverly Kenney, Maxine Sullivan, Varetta Dillard, LaVern Baker, Lee Wiley und Solomon Burke bei Plattensessions. Ende der 50er-Jahre entstanden Aufnahmen unter eigenem Namen für Roulette Records (Barrelhouse und Honky Tonk Piano), meist Tin-Pan-Alley- und Ragtime-Nummern wie Maple Leaf Rag, Ida, Sweet as Apple Cider, I Wonder Who’s Kissing Her Now und Somebody Stole My Gal.
Anfang der 1960er-Jahre nahm er noch mit Rex Stewart (Just for Kicks) und als Mitglied verschiedener New Yorker Studioorchester auf (u. a. unter Leitung von Leroy Holmes, Don Costa, Urbie Green, Richard Maltby, Doc Severinsen, Hal Mooney und Enoch Light); ferner spielte er mit Gene Krupa und Warren Covington. 1963 erschien bei RCA sein Album „Crazy Finger“ – Moe and His Ragtimers: Old Songs Are the Good Songs Played on Honky Tonk Piano; 1964 noch ein Piano-Duo-Album mit Bernie Leighton sowie Milt Hinton (Bass) und Osie Johnson (Schlagzeug). Als Begleitmusiker für Dave Lambert ist er in dem Dokumentarfilm Audition at RCA (1964) zu sehen. Im Bereich des Jazz war er zwischen 1945 und 1965 an 60 Aufnahmesessions beteiligt, zuletzt mit Esther Phillips. Als Studiomusiker arbeitete Wechsler u. a. auch mit Sylvia Copeland (Soon It’s Gonna Rain), The Chordettes (Mr. Sandman), Claus Ogerman, Hugo Montenegro, Gene Pitney & Ginny Arnell (Faithful Our Love, 1959) und Frank Sinatra (Watertown).